# Современные технологии автоматизации
«СТА» («Современные технологии автоматизации») — профессиональный научно-технический журнал для специалистов и управленцев, работающих в сфере АСУ ТП, встраиваемых систем и в других смежных областях. Он предназначен как для разработчиков и системных интеграторов, так и для конечных пользователей систем автоматизации.
Выходит ежеквартально с 1996 года, имеет объём до 144 страниц и содержит компакт-диски рекламодателей с каталогами продукции или программным обеспечением.

## Содержание
- Аппаратные и программные средства для индустриальных, бортовых и встраиваемых систем управления, контроля и сбора данных;
- Измерительные и диагностические комплексы;
- Стандарты, рекомендации и другая полезная техническая информация;
- Операционные системы реального времени;
- Технологии создания различных прикладных систем автоматизации;
- Опыт применения средств автоматизации (промышленной автоматизации) в конкретных отраслях промышленности у конечных пользователей;
- Информация о новых изделиях, системах, проектах;
- Обзоры состояния и перспектив развития рынка аппаратных и программных средств автоматизации;
- Сообщения о выставках, семинарах, конференциях по проблемам промышленной автоматизации;
- Переводные статьи из зарубежных изданий соответствующей тематики.

## Распространение
Журнал представлен в каталоге «Роспечати» (индексы 72419 и 81872), также журнал сотрудничает с альтернативными распространителями. Предусмотрена бесплатная подписка для специалистов в области автоматизации и встраиваемых систем, журнал бесплатно рассылается по библиотекам технических вузов и распространяется на тематических мероприятиях.
Журнал зарегистрирован в Роспечати.
Издательство "СТА-ПРЕСС" внесено в реестр надёжных партнёров  Торгово-промышленной палаты.

## Достижения
Журнал «СТА» занял 1 место в номинации «Лучшее отраслевое издание с материалами по инновационной тематике-2004» конкурса «Пресса об инновациях», проводившемся на V Московском международном салоне инноваций и инвестиций, и награждён золотой медалью.
Серебряной медалью этого конкурса в номинации «Лучшая публикация об истории успеха в сфере инновационной деятельности в 2004 году» была награждена статья из «СТА» №3/2004 «Применение средств промышленной автоматизации в бортовой аппаратуре малых космических аппаратов».